# Монастырь в Мельке
Бенедиктинский монастырь в Мельке (нем. Stift Melk) расположен в земле Нижняя Австрия рядом с городом Мельком на скалистом правом берегу Дуная в долине Вахау. Барочный ансамбль зданий монастыря, созданный в 1702-1746 годах известным австрийским архитектором Якобом Прандтауэром, в 2000 году был включён в список объектов Всемирного наследия ЮНЕСКО. В монастыре действует основанная ещё до 1140 года гимназия, одна из старейших школ Австрии.

## История

### Ранний период
С начала XI века Мельк был центром власти правящей в Австрии в 976 — 1246 годы династии маркграфов и герцогов Бабенбергов. Здесь находилась главная усыпальница Бабенбергов, а 13 октября 1014 года в Мельк перенесли мощи св. Коломана. Рукописи из монастырской библиотеки указывают на то, что уже при маркграфе Австрии Леопольде I Мельк был своего рода пфальцем, содержащимся пресвитерией, то есть путевым опорным пунктом (дворцом/замком), где останавливались путешествующие особы правящей династии и — реже — высшие церковные чины.
С расширением маркграфства Австрия в северном и восточном направлениях и возникновением новых центров Мельк постепенно утрачивал своё значение, однако по-прежнему оставался усыпальницей Бабенбергов. Во время борьбы за инвеституру (наиболее значительный конфликт между Католической церковью и светской властью в средневековой Европе) маркграф Леопольд II предоставил убежище в Мельке епископу Альтманну Пассаускому, изгнанному в 1085 г. из Пассау за верность папе римскому. Предположительно, именно Альтманн Пассауский оказал значительное влияние на Леопольда II в его решении построить в Мельке на скале, возвышающейся над Дунаем, монастырь. И уже 21 марта 1089 года в только что выстроенный монастырь переселились бенедиктинские монахи из Ламбаха во главе с аббатом Зигибольдом.
В 1122 году монастырю в Мельке была дарована так называемая «экземция» — освобождение от подчинения епископату Пассау, и монастырь перешёл в прямое подчинение папе римскому.
В монастыре был собственный скрипторий, где трудились переписчики. Весьма вероятно, что в XII веке в их числе был клирик (или, возможно, монах или конверз) и поэт-сатирик Генрих фон Мельк (нем.Heinrich von Melk), представитель раннего нововерхненемецкого периода развития немецкого языка.
Сохранились некоторые рукописи, написанные при аббате Вальтере (1224-1227 гг.) (нем. Abt Walther), часть из них содержит цветные миниатюры. Рукописи 1160 года свидетельствуют о том, что в монастыре активно действовала собственная школа.
14 августа 1297 года церковные здания и хозяйственные постройки монастыря были уничтожены сильнейшим пожаром. В огне погибла библиотека, а вместе с ней и бо́льшая часть рукописей и исторических источников.

### Позднее Средневековье и мелькская монастырская реформа
Пожар в монастыре превратил его почти в руины. Усилиями аббата Ульриха II (1306—1324) удалось восстановить только самое необходимое. События XIV века не давали монастырю спокойно развиваться: чума, неурожаи и Великий западный раскол в Римской церкви, длившийся с 1378 года по 1417 год, подорвали монастырскую дисциплину и пагубно сказались на хозяйственной деятельности монастыря.
Некоторый проблеск принесло с собой время правления герцога Рудольфа IV. В 1362 году герцог заказал и подарил монастырю очень дорогой, искусно украшенный крест в качестве оправы для особо почитаемой реликвии: частицы от креста, на котором был распят Иисус Христос, — она была привезена в Мельк маркграфом Адальбертом около 1040 года. Сегодня Мелькский крест (нем. das Melker Kreuz) является главной святыней монастыря в Мельке. Кроме того, герцог перестроил и украсил гробницу св. Коломана.
В начале XV века монастырь Мелька, как и многие другие монастыри этого времени, увяз в долгах, монахи конфликтовали между собой, дисциплина сильно пошатнулась. На Констанцском соборе было решено провести реформу бенедиктинских монастырей, и исходным пунктом этой реформы должен был стать монастырь в Мельке. Аббат бенедиктинского монастыря в Италии Николаус Зейрингер (нем. Nikolaus Seyringer), в прошлом ректор Венского университета, был направлен в монастырь Мелька следить за ходом реформы, и в 1418 году он становится аббатом мелькского монастыря.
Зейрингеру удалось восстановить в Мельке строгую монастырскую дисциплину. Мелькская монастырская реформа послужила началом широкого реформирования церковной сферы. Монахи из других монастырей приезжали в Мельк для изучения опыта реформы. Члены Мелькского конвента назначались аббатами в другие монастыри. Таким образом Мельк стал центром реформы, охватившей Австрию, а затем и всю Южную Германию, затронув и регион Шварцвальд.
В последующий период монастырь, в тесном сотрудничестве с Венским университетом, стал одним из центров культуры. Из стен монастыря вышел ряд известных представителей духовной истории, таких как Пётр фон Розенхайм, Иоганн фон Шпейер, Мартин фон Сенгинг, Вольфганг фон Штайр, Иоганн Шлитпахер). Создавались или переписывались в скриптории богословские, монастические и научные труды. К этому периоду относятся две трети дошедших до наших дней мелькских рукописей.
Однако в экономическом отношении дела обстояли плохо: монастырь продолжал бороться с хозяйственными трудностями. Страну сотрясали гуситские войны и конфликты Фридриха III с дворянством. Монастырь столкнулся с финансовыми требованиями сюзеренов и был втянут в конфликты. В 1482 году венгерский король Матьяш I объявил Австрии войну, которая окончилась победой Венгрии: в 1485 году Матьяш I овладел Веной, ставшей его новой резиденцией. В 1483 году аббат Августин фон Обернальб вынужден был оставить должность, а вместо него аббатом в Мельке стал Вольфганг Шаффенрат, любимец Фридриха III.

### Упадок и возрождение в XVI и XVII веках
В начале XVI века новые расходы принесли с собой Османские войны, которые подорвали экономические основы монастыря. Владения монастыря под Веной были опустошены и обесценились.
Одновременно с этим многие жители близлежащих населённых пунктов, а также владельцы соседних крепостей поддержали Реформацию. Число желающих вступить в католический монастырь в Мельке резко сократилось. В 1566 году насельниками монастыря были менее десяти человек. Монастырь находился на грани полного закрытия.
В 1564 году в Мельк прибыл новый аббат Урбан Пентаз (до 1587 года), с которого и началось возрождение монастыря. Поначалу ему пришлось преодолевать конфликты со светскими официалами, которым было важно сохранить свою власть над монастырём. Против него даже выдвигались обвинения. В конечном итоге ему удалось не только освободиться от этих обвинений, но и получить из Рима официальное утверждение в должности аббата. Он смог заново восстановить хозяйство монастыря и добился того, что в монастырь снова стали вступать многие юноши из Южной Германии. Дело аббата было продолжено его последователями Каспаром Хофманом (1587—1623) и Райнером фон Ландау (1623—1673). Монастырь наконец расплатился с долгами и даже выкупил заложенное имущество, несмотря на высокие налоги, вызванные ведением Тридцатилетней войны и постоянными угрозами со стороны Османской империи. Церковь и монастырь были отремонтированы и отреставрированы, частично построены заново или перестроены. Влияние светской власти все более слабело, а потом было преодолено окончательно. Как и в прежние времена, община монастыря снова процветала, и монахов из Мелька опять начали часто приглашать аббатами в другие монастыри. В конце XVII века была заложена финансовая основа для начавшегося позже нового строительства монастыря в стиле барокко.
Одновременно с этим монастырь становится региональным центром контрреформации. По согласованию с епископатом в Пассау монастырь назначал своих монахов на все церковные должности в близлежащих приходах, чтобы воспрепятствовать распространению лютеранских идей.
Вместе с экономическим подъёмом возродилась литературная и научная деятельность монастыря. В тот период в Мельке жили, занимались исследованиями и писали свои труды Иоганн Тритемий (нем. Johannes Zeller, лат. Ioannes Tritemius) и автор «Мелькской хроники» Ансельм Шрамб (нем. Anselm Schramb). Была расширена мелькская монастырская школа, реорганизованная по образцу 6-классных иезуитских гимназий: учащиеся сначала заканчивали четырёхлетний курс в школе монастыря, а затем переводились на два года в иезуитский колледж (коллегию) в Вене для завершения обучения.

### Строительство монастыря в стилебарокко

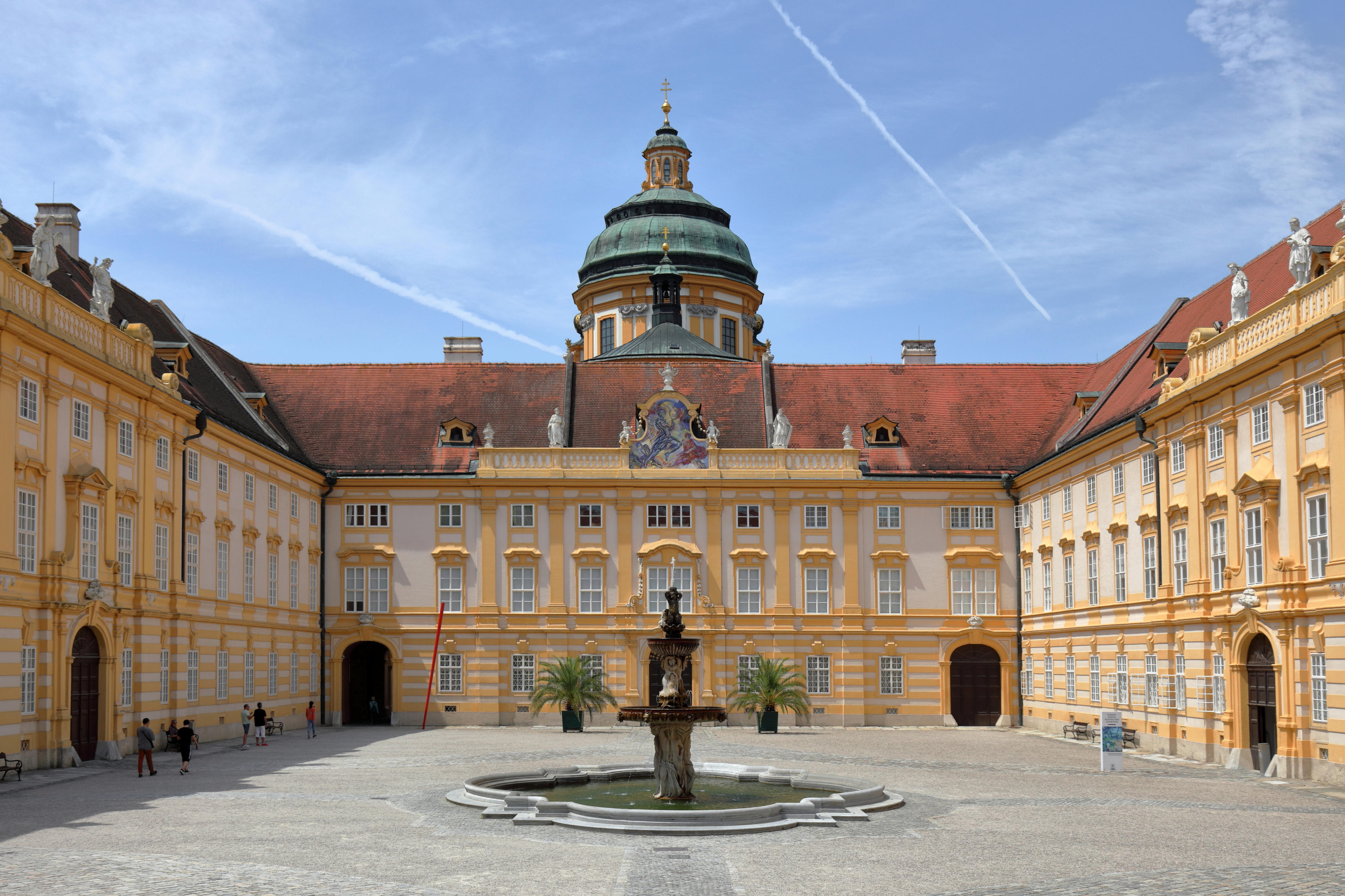
Монастырский двор

18 ноября 1700 года аббатом был избран тридцатилетний Бертольд Дитмайр, который сразу же поставил цель повысить религиозную, духовную и политическую значимость монастыря. Добиться этого аббат намеревался путём перестройки монастыря в стиле барокко. Он пригласил известнейших специалистов.
Проект был разработан зодчим Якобом Прандтауэром, который и руководил строительством в течение 34 лет, до самой своей смерти, последовавшей в сентябре 1726 года, а затем эту миссию перенял его племянник Йозеф Мунггенаст (нем. Joseph Munggenast).
В 1701 году началась реставрация ризницы и грозившего обрушением хора монастырской церкви, но почти сразу после начала работ решили построить новую церковь. Первый камень в её фундамент был заложен в 1702 году. Но тут же было принято решение построить новый монастырский комплекс. До наших дней дошёл план горизонтальной проекции монастыря от 1711 года (нем. Klosterriss).
На должность внутреннего архитектора зданий пригласили венского инженера, театрального архитектора и оформителя Антонио Бедуцци (встречается также написание Антонио Бедуччи) (ит. Antonio Beduzzi или Peduzzi). Лепными работами с 1716 года руководил Иоганн Пёк (нем. Johann Pöckh). Одновременно художник Иоганн Михаэль Роттмайр расписывал потолочные фрески. В строительстве и оформлении участвовали и другие известные художники, как местные, так и приглашённые издалека. Так, фрески в библиотеке и в Мраморном зале создал австрийский живописец Пауль Трогер, за декоративную позолоту отвечал Кристиан Давид из Вены (нем. Christian David).
К 1736 году строительство как монастырской церкви, так и самого монастыря было по существу завершено. Однако в 1738 году монастырь охватил новый сильный пожар, который уничтожил почти все крыши, обе башни и некоторые парадные залы. Бертольд Дитмайр немедленно распорядился о восстановительных работах, но сам до их окончания не дожил (скончался в 1739 году). Завершить восстановление удалось только при его преемниках, несмотря на финансовые и политические препятствия, и в 1746 году в монастыре, наконец, освятили новую монастырскую церковь.
На XVIII век приходится также расцвет научной и музыкальной жизни монастыря. Двое монахов-бенедиктинцев, предшественников Эпохи Просвещения, братья Бернхард Пец и Иероним Пец (первый из них — историк, филолог и библиотекарь, второй — филолог и историк), внесли незаменимый вклад в исследование истории Австрии; их труды имеют непреходящее значение. Большое внимание и уважение вызывали такие музыканты, как композитор и пианист, ученик Йозефа Гайдна Роберт Киммерлинг (Robert Kimmerling (недоступная ссылка)), его ученик священник Мариан Парадайзер (Marian Paradeiser), до конца своих дней преподававший в монастырской гимназии, а также церковный композитор и теоретик музыки, приходский священник Максимилиан Штадлер (Maximilian Stadler). До 1793 г. органистом в монастыре в Мельке был Иоганн Георг Альбрехтсбергер, позже получивший пост капельмейстера Собора св. Стефана в Вене.

### Идеи Эпохи Просвещения ииосифизм
В период правления императора Иосифа II, проводившего в Австрии либеральные реформы в духе Эпохи Просвещения, монастырь в Мельке пережил ряд изменений. Следуя идеям просвещённого абсолютизма, Иосиф II проводил реформы, которые полностью подчинили государству католическую церковь, регламентируя её деятельность буквально во всём, кроме вопросов, связанных с вероучением. Эти реформы должны были служить интересам государства всеобщего благосостояния. Согласно его идеям, многие церковные учреждения, например монастыри, не исполняли социальные функции, и поэтому они массово закрывались из-за их ненадобности гражданскому обществу.
По императорскому указу в 1783 году в Мельке было отменено преподавание теологии. Все священнослужители должны были обучаться только в Венской общей (или генеральной) семинарии (Wiener Generalseminar) (Иосиф II учредил двенадцать государственных теологических общих/генеральных семинарий, в том числе в Вене) в духе эпохи Просвещения. Те, кто после окончания венской семинарии возвращался в Мельк, должны были продвигать и распространять новые идеи.
Многочисленные государственные постановления ограничивали самостоятельность монастыря в Мельке. Он отвечал за назначение на вакансии в новых приходах, организованных согласно государственному Распоряжению о священнослужителях, оплачивал расходы церковных подворий, в которых проживали приходские священники, и школ. В связи с большим значением деятельности монастыря для государства, школьного образования и душепопечительства удалось избежать его закрытия. Однако в 1785 году, после смерти аббата Урбана Хауера, император Иосиф II запретил выборы нового аббата. Вместо этого руководство монастырём в Мельке было возложено на государственного коммендатарного аббата (лат. abbas in commendam) (см. комменда).
Эти распоряжения были отменены после смерти Иосифа II в 1790 году. Исидор Пайрхубер, занимавший пост коммендатарного аббата с 1788 года, был выбран на возвращённую должность монастырского аббата.

### Монастырь в XIX веке. Мемориал русским солдатам в Мельке
Не успел монастырь избавиться от давления государства, как в его жизнь начал вмешиваться епископ нового епископата в городе Санкт-Пёлтене. В 1787 году по его инициативе монастырскую гимназию перевели в Санкт-Пёльтен, и только в 1804 году она была снова возвращена в Мельк.
Во время пожара 14 декабря 1805 года, вспыхнувшего в укреплённой северной башне монастыря, в огне погибли около 200 или 300 солдат Русской императорской армии, взятых в плен в битве при Аустерлице. Русских солдат похоронили в братской могиле на полпути между Мельком и деревней Винден. Сначала на могиле был установлен простой деревянный крест, но в 1891 году император Александр III приказал соорудить мемориал из чёрного мрамора, вокруг которого были высажены деревья. В 1945 году мемориал был отреставрирован силами военных советской оккупационной зоны по приказу политотдела 20-го стрелкового корпуса, при этом была установлена ограда с арочным проёмом. Сегодня памятный мемориал находится непосредственно у федеральной дороги В 1 (Wiener Straße) и является объектом охраны исторических памятников.
Во время Наполеоновских войн монастырь обложили новыми тяжёлыми налогами при сохранении финансового бремени, введённого указами Иосифа II. Вызванную этим задолженность монастырь смог погасить только после окончания правления Наполеона Бонапарта, при аббате Мариане Цвингере (Marian Zwinger, 1819—1837).
После революции 1848 года монастырь утратил право собственности на землю. Однако ему была выплачена денежная компенсация. Часть этих средств пошла на капитальный ремонт монастырских строений, а на оставшиеся средства было приобретено имение в Маргите (город в современной Румынии).
В конце XIX века при аббате и политическом деятеле Александре Карле (1875—1909) монастырь возвращает себе былое влияние в регионе. Долина Вахау обязана монастырю характерными посадками плодовых деревьев вдоль просёлочных дорог. В городе Мельке монастырь организовал детский сад и подарил городу несколько земельных участков, на которых впоследствии возник квартал, застроенный виллами. Примыкающая к кварталу улица Карл-Абт-Штрассе носит имя аббата Александра Карла.

### Развитие монастыря в XX веке и в начале XXI века
В начале XX века в монастыре были сооружены современные системы канализации и водоснабжения, проведено электричество, осуществлён капитальный ремонт зданий. Все эти работы были успешно завершены, несмотря на Первую мировую войну. Однако финансовые затруднения заставили монастырь расстаться со многими культурными ценностями, главным образом в 1919 году, когда монастырь лишился значительной части финансового имущества в связи с инфляцией. В частности, в 1926 году Йельскому университету была продана Библия Гутенберга.
После аншлюса Австрии в 1938 году нацисты закрыли монастырскую гимназию, а многие здания монастыря конфисковали и передали государственной полной средней школе. Были опасения, что нацисты совсем закроют монастырь, но ни в годы Второй мировой войны, ни в период оккупации Австрии войсками союзников монастырь почти не пострадал, если не считать уничтожения виноградников.
В 1960 году заново отреставрировали фасад монастыря.
В 1989 году был отпразднован 900-летний юбилей монастыря в Мельке, в связи с чем в монастыре была организована выставка, открытая до 1990 года. За эти два года выставку смогли посетить около 1,1 миллиона человек. К открытию выставки были отреставрированы здание, через которое осуществляется вход в монастырь, и Двор прелатов.
Уже накануне юбилейных торжеств стало очевидно, что необходима дальнейшая реставрация монастыря. Принадлежавший монастырю в Мельке картезианский монастырь Картаузе в Гаминге (de:Kartause Gaming) пришлось продать ввиду невозможности финансирования работ по его реставрации дополнительно к расходам на реставрационные работы в Мельке. 
В 1990 году провели работы по укреплению несущих конструкций в библиотеке, в зале св. Коломана и в северной части монастыря. В 1991—1995 годах отреставрировали северную сторону монастыря, восточный фасад, южный фасад и др.
Поскольку доходов от традиционного монастырского промысла — сельского и лесного хозяйства — не хватало ни на покрытие этих расходов, ни на текущую эксплуатацию монастыря, то ещё одним источником доходов в последнее время стал туризм. Монастырь открыли для туристов после реставрации, и теперь сюда ежегодно приезжают около 500 тыс. гостей. На сегодняшний день выручка от экскурсий составляет значительную часть доходов комплекса. Разумеется, была создана и необходимая для туристов инфраструктура: большая современная парковка для машин, парковка для велосипедов с запирающимися ячейками для хранения вещей, что позволяет многим велосипедистам посетить монастырь во время поездок по велосипедным маршрутам вдоль Дуная, ресторан, монастырский сад с обновлённым ландшафтно-парковым дизайном. Организованы экскурсии по монастырскому комплексу и саду. 
Монастырь Мельк изображён на обратной стороне 50-шиллинговой банкноты 1951 года (вышедшей из обращения после введения евро). 

## Архитектура монастырского комплекса

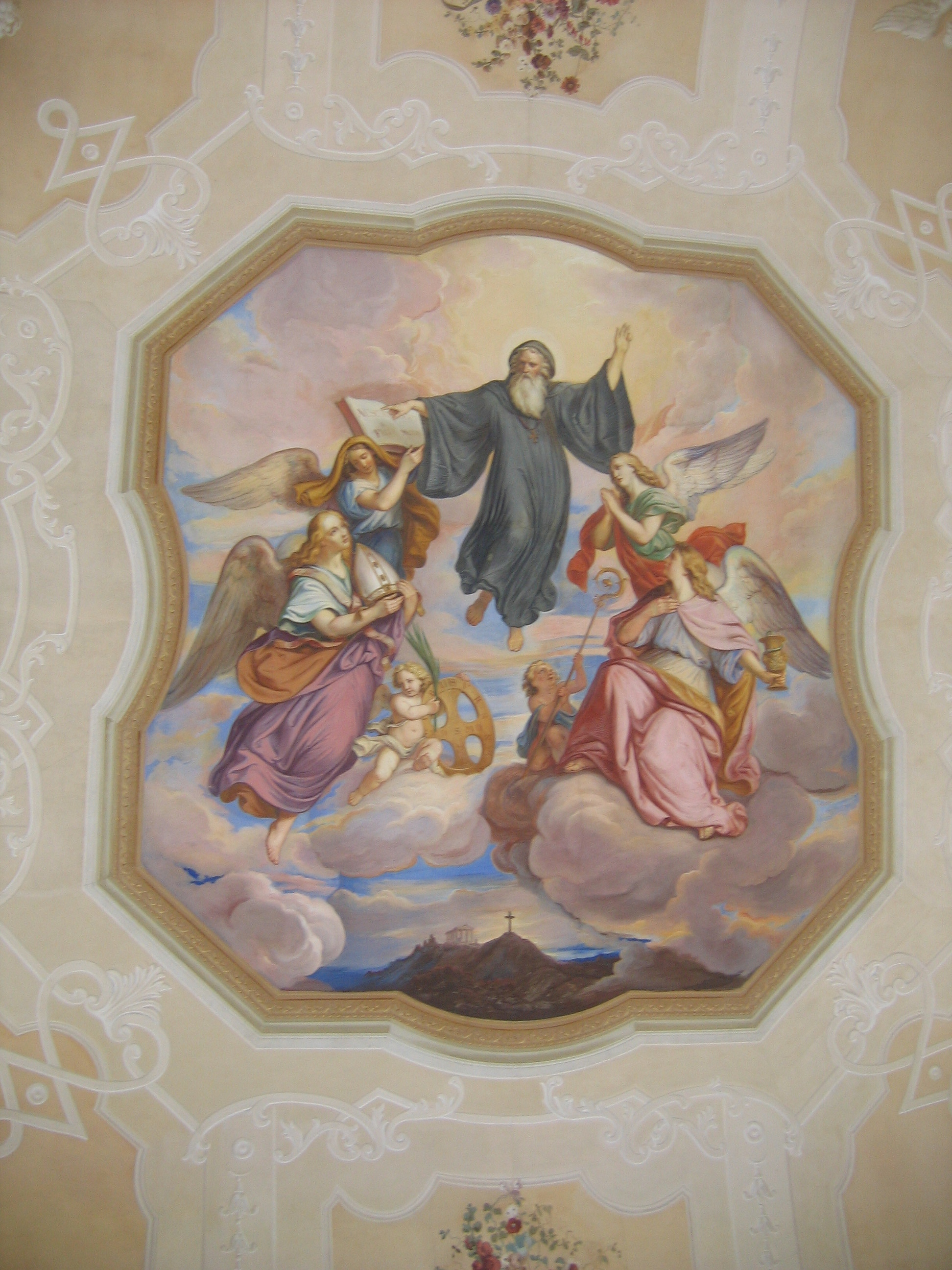
Фрески в зале Бенедикта

Монастырь в Мельке поражает своими масштабами: в Австрии это самый больший монастырский ансамбль, построенный в стиле барокко. Площадь, занятая монастырём, равна 17,5 тыс. м², длина южного крыла, где расположен роскошный Мраморный зал, составляет более 240 м, общая протяжённость главной оси — 320 м.

### Вход на территорию монастыря, восточный фасад
Как правило, посетители входят в мелькский монастырь через портик в восточной части монастырской ограды. По сторонам портика, сооружённого в 1718 году, стоят так называемые бастеи (крепостные башни): южная — фортификационное сооружение 1650 года, северную же башню распорядился построить зодчий Якоб Прандтауер, автор проекта нового монастырского комплекса, по соображениям симметрии. Справа и слева от ворот в 1716 году установлены изваяния маркграфа Леопольда III святого, покровителя Австрии и Вены, и св. Коломана, автором их является венский придворный скульптор Лоренцо Маттиелли. Он же создал композицию с ангелами, венчающую фронтон портика.
Пройдя через портик, посетители оказываются во Дворе привратников (австр. Torwartlhof), на левой стороне которого устроена зона приёма посетителей и билетные кассы. Справа — одна из двух Бабенбергских башен, остатки древних фортификационных сооружений монастыря.
Прямо перед собой посетители видят роскошный восточный фасад похожего скорее на дворец монастырского здания. В старину с небольшого балкона, что находится над большой аркой парадного входа, аббаты традиционно приветствовали гостей. Колонны справа и слева от входа увенчаны на уровне балкона статуями святых апостолов Петра и Павла, покровителей монастырской церкви. На фронтоне сияет девиз: Absit gloriari nisi in cruce (Но для меня да не будет другой похвалы, разве только крестом Господа нашего Иисуса, Гал. 6:14). Этот девиз — не просто слова из Послания к галатам святого апостола Павла, но напоминание о реликвии монастыря: Мелькском кресте, увеличенная копия которого украшает завершение фронтона.

### Большой монастырский парк и монастырский ресторан

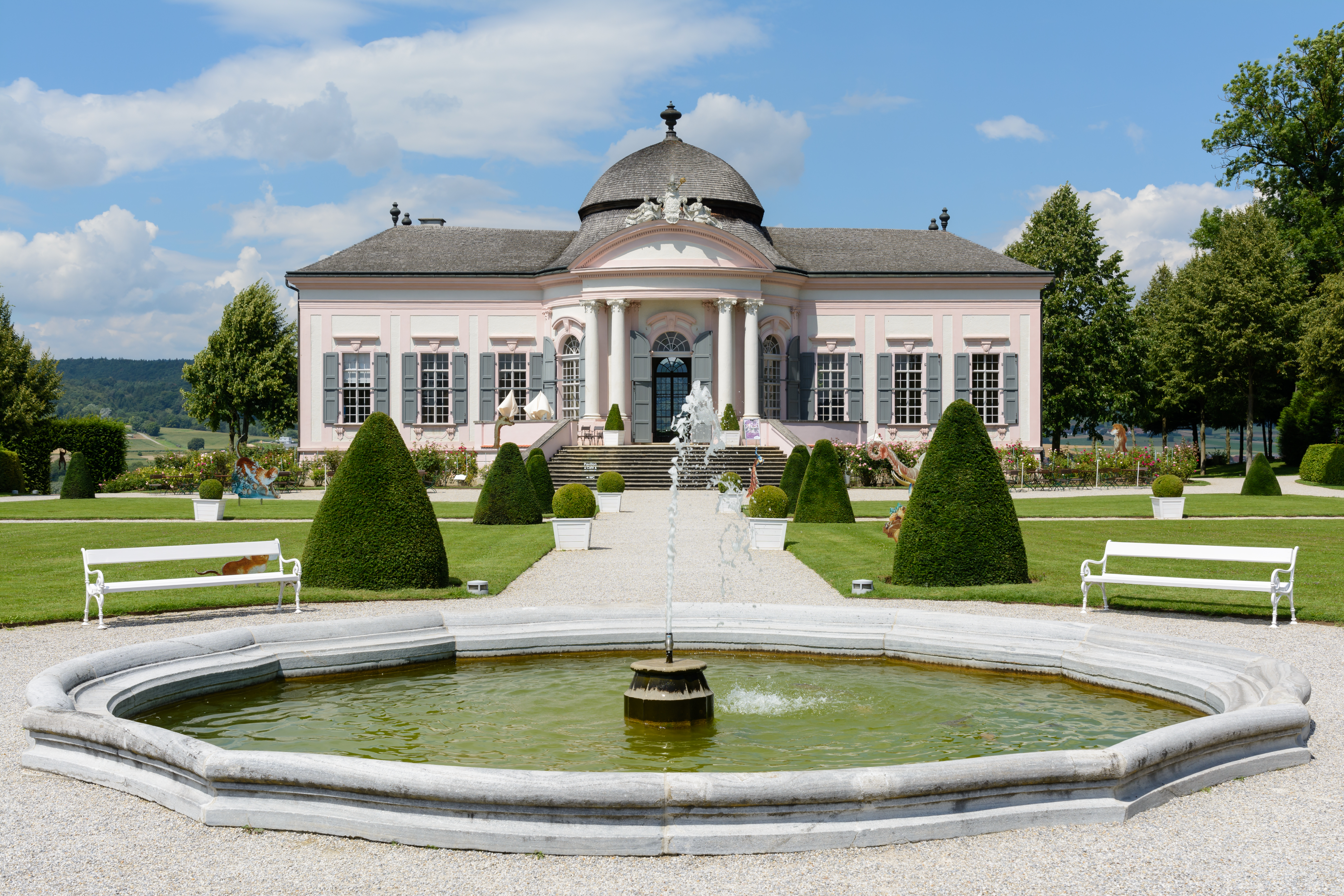
Садовый павильон в парке

Рядом с портиком находится вход в большой монастырский парк. Он был разбит в 1746-1747 годах по поручению аббата Томаса Пауера по проекту венского архитектора и художника Франца Себастиана Розенштингля и до сих пор сохраняет черты оригинальной планировки. Парк входит в число наиболее значительных парково-архитектурных ансамблей Австрии и охраняется как памятник культуры.
В парке есть садовый павильон в стиле барокко, построенный в 1747-1748 годах по проекту Франца Мунггенаста. Залы павильона расписаны в 1763-1764 годах Иоганном Баптистом Венцелем Берглем фресками на экзотические мотивы. Сегодня в садовом павильоне работает кафе и проходят концерты.
Монастырский парк разделён на несколько зон, среди которых следует упомянуть прежде всего Райский садик (нем. Paradiesgärtlein), а также водный резервуар в стиле барокко, обсаженный 250-летними липами.
Напротив ворот расположен вход в другую часть парка, где находятся монастырский ресторан и барочный садово-парковый ансамбль (нельзя путать с большим монастырским парком).

### Зал св. Бенедикта и Двор прелатов
Пройдя через арку парадного входа под балконом, посетители оказываются в светлом двухэтажном зале — зале св. Бенедикта. Святой изображён на потолочной фреске зала. Первоначальный образ, созданный Францем Розенштинглем, был обновлён австрийским художником-портретистом и автором картин на исторические темы Фридрихом Шилхером в 1852 году. Из зала св. Бенедикта открывается вид на Двор прелатов (нем. Prälatenhof) — 84 м х 42 м. Он имеет трапециевидную форму, что усиливает общее пространственное впечатление от площади Двора прелатов, ориентированной на купол монастырской церкви.
Членение фасадов зданий, обрамляющих Двор прелатов, отличается простотой и спокойной гармонией. Барочные фрески Франца Розенштингля на центральных фронтонах изображали четыре главных добродетели (согласно Платону): умеренность (с северной стороны), мудрость (с западной стороны), мужество (южная сторона), справедливость (на востоке). В середине XIX века они были заменены фресками австрийского живописца Фридриха Шилхера (Friedrich Schilcher). Но их тоже не удалось отреставрировать в ходе большой реставрации в 1980-е годы. Поэтому их заменили работами современных художников Петера Бишофа (Peter Bischof) и Хельмута Крумпеля (Helmut Krumpel).
В центре Двора прелатов действует фонтан святого Коломана, созданный в 1687 году и простоявший во Дворе прелатов до 1722 года, когда аббат Бертольд Дитмайр подарил его городу Мельку для установки на рыночной площади — центральной площади города. В начале XIX века фонтан был выкуплен у монастыря Вальдхаузен и с тех пор опять находится во Дворе прелатов.

### Императорская лестница, императорский флигель и музей

#### Императорская лестница и императорский флигель
Ворота, расположенные в левом заднем (юго-восточном) углу Двора Прелатов, выходят на парадную императорскую лестницу, ведущую в императорский флигель, — ту часть монастырского здания, в которой были расположены покои императорской семьи. Роскошная императорская лестница, украшенная колоннами из белого известняка, кажется недостаточно широкой внизу, но расширяется кверху, где она богата украшена лепниной и двумя аллегорическими скульптурами добродетелей Constantia (постоянство) и Fortitudo (мужество). На потолочной фреске изображены играющие с орлами мальчики, которые показывают на императорского двуглавого орла. Это свидетельствует не только о светском характере императорского флигеля, но и о той политической роли, которую играл монастырь в государственной системе Австрии. Император Карл VI, девиз которого «Constantia et fortitudine» (лат. «с постоянством и мужеством») украшает большой позолоченный гипсовый медальон, всегда подчёркивал свою особую приверженность монастырю и его аббату Бертольду Дитмайру.
Императорская галерея вдоль покоев императора на втором этаже имеет длину 196 м и проходит вдоль почти всей южной стороны здания. На стенах висят портреты всех австрийских правителей из династий Бабенбергов и Габсбургов, снабжённые краткими биографическими сведениями. Большинство старых портретов были написаны в 1759 году монастырским живописцем Францем Йозефом Кремером, представителем живописной школы Пауля Трогера.
Помещения, предназначенные для императорской семьи, находились с левой стороны галереи. Позже мебель из императорских покоев была передана в замок Лауенбург (Lauenburger Schloss), оригинальные лепные украшения сохранились только в двух залах.

#### Музей
Сегодня в бывших императорских покоях расположился музей монастыря. Экспозиция каждого из залов посвящена одной или двум из следующих тем:
1. Святой Бенедикт и основание Ордена св. Бенедикта.
2. Династия Бабенбергов, св. Коломан и основание монастыря в Мельке.
3. Периоды расцвета и упадка в истории монастыря и церкви.
4. Романская и готическая архитектура: романское распятие из липового дерева (конец XII века) (ранее находилось в церкви Рупрехтскирхе в Вене).
5. Жизнь в эпоху барокко.
6. Аббат Бертольд Дитмайр и перестройка монастыря в стиле барокко: в экспозиции представлены параменты (алтарные облачения) и аббатские жезлы.
7. Просвещённый абсолютизм и иосифизм. В экспозиции, в частности, выставлены кожаные ризы и так называемый экономичный многоразовый гроб, использовавшийся в правление Иосифа II.
8. Формирующийся человек и задачи монастыря.
9. Мелькский алтарь, созданный Йоргом Брейем старшим (1502 год). На восьми досках с двух сторон изображены сцены из жизни Иисуса Христа и страсти Христовы.
10. Экономика монастыря. История строительства монастыря.
11. Барочный ансамбль монастыря и его убранство. В экспозиции представлена модель всего монастырского комплекса.

### Мраморный зал

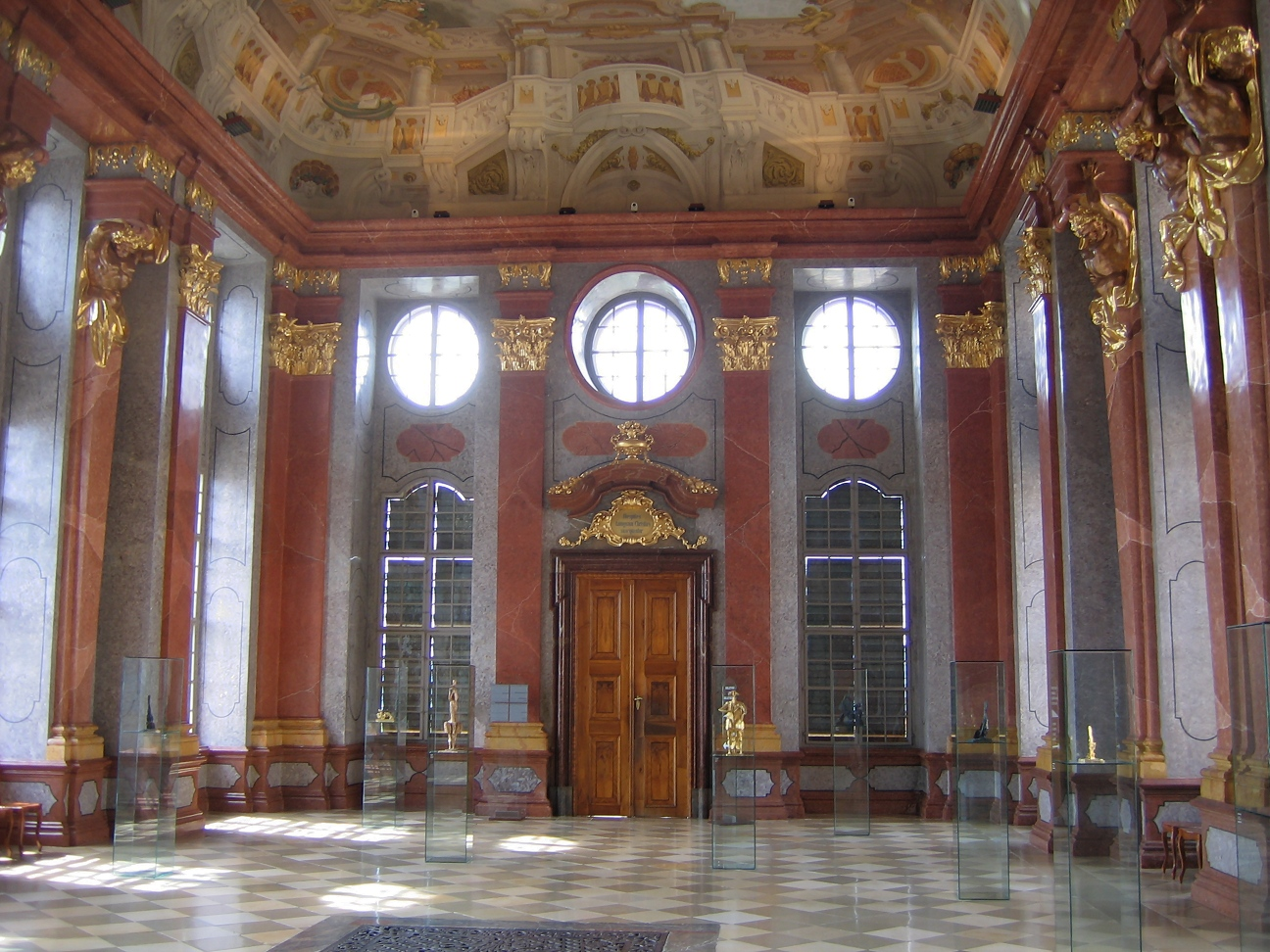
Мраморный зал

Мраморный зал, примыкающий к императорским покоям, был изначально задуман как праздничный и пиршественный зал для приёмов светских гостей, в особенности для императорского двора. Зал мог отапливаться через чугунную решётку, вделанную в пол в центре зала. Дверные филёнки и пороги выполнены из настоящего зальцбургского мрамора, художественное оформление стен имитирует натуральный камень (оштукатуривание в технике скальолы). На предназначение зала указывают латинские надписи над дверями из Устава св. Бенедикта (лат. Regula Benedicti): Hospites tamquam Christus suscipiantur («Гостей надлежит встречать, как самого Христа») и Et omnibus congruus honor exhibeatur («И всем следует оказывать соответствующие почести»).
На потолочной фреске (Пауль Трогер, 1731 год) в центре изображена Афина Паллада, управляющая запряжённой львами крылатой колесницей, а слева от неё — Геракл, убивающий дубиной трёхглавого пса Цербера. Иногда этот сюжет трактуют как олицетворение идеала господства Габсбургов: уравновешенная взаимосвязь разумной умеренности (Афина Паллада) и применения необходимой силы (Геракл).
Эту потолочную фреску обрамляет роскошная интерьерная живопись, творение итальянского художника-фрескиста Гаэтано Фанти.

### Открытая терраса
Архитектурным завершением здания с западной стороны служит просторная открытая терраса на втором этаже, которая соединяет Мраморный зал с библиотекой. С террасы открывается прекрасная панорама: речной ландшафт на западе, горы на северо-западе и город Мельк, расположенный у подножия монастыря с севера.
Терраса позволяет обозревать и внутреннюю территорию монастыря: весь западный фасад монастырской церкви и обе башни.

### Библиотека
В бенедиктинских монастырях библиотека всегда является вторым по значимости помещением после монастырской церкви.
Монастырская библиотека в Мельке разделена на два главных зала, которые расписаны потолочными фресками, созданными Паулем Трогером в 1731—1732 годах. Изображение на фреске большого зала — полная противоположность фреске Мраморного зала. Это аллегория христианской веры: женщина, которая держит книгу за семью печатями, Агнца Апокалипсиса и щит с изображением Святого Духа в виде голубя, в окружении фигур ангелов и аллегорических воплощений четырёх главных добродетелей: мудрости, справедливости, мужества и умеренности. А интерьерная живопись, как и в Мраморном зале, выполнена Гаэтано Фанти.
Зал производит величественное и гармоничное впечатление благодаря панелям тёмного дерева, украшенным интарсиями, и соответствующим им по цветовой гамме золотисто-коричневым корешкам книг.
Так как в библиотечном зале весьма тёмно, то в книжных стеллажах были предусмотрены потайные двери, которые позволяли читающим выйти в светлые помещения. На верхнем этаже устроены два читальных зала, куда публика не допускается. Они украшены фресками Иоганна Бергля.
В фондах библиотеки находятся 1888 рукописей, самые ранние из которых датируются IX веком, среди них — рукописная копия Вергилия X-XI веков. Только в 1997 году был обнаружен фрагмент рукописного списка «Песни о Нибелунгах», который датируется XIII веком. Кроме того, здесь хранятся 750 инкунабул — книг, напечатанных до 1500 года. Всего в библиотеке около 100 тыс. единиц. Например, недавно были выставлены два экземпляра написанной на латинском языке Х. Шеделем «Нюрнбергской хроники» — инкунабулы 1493 года издания, содержащей иллюстрированную хронику библейской истории от сотворения мира. Печатником «Нюрнбергской хроники» был Антон Кобергер — крёстный отец Альбрехта Дюрера (одного из величайших мастеров западноевропейского Ренессанса).
В 2009 году в библиотеке действовала выставка, посвящённая Международному году астрономии. На ней были представлены рукописи, книги и исторические инструменты из собрания монастыря. Параллельно здесь же прошла выставка книг из монастырской библиотеки, организованная Европейской южной обсерваторией и посвящённая истории астрономии.

## Монастырская церковь

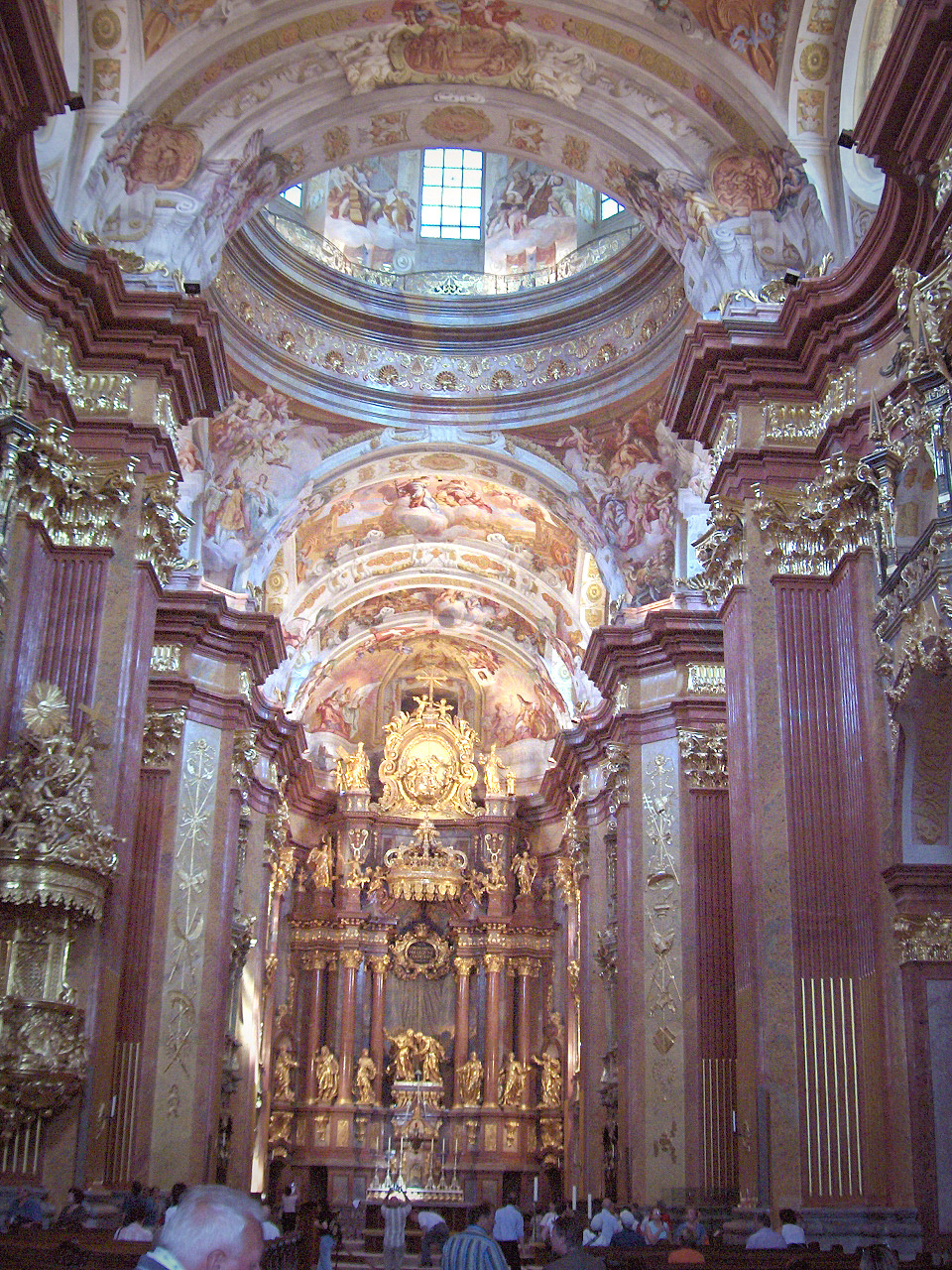
Внутреннее убранство монастырской церкви

Небесные покровители монастырской церкви — святые апостолы Пётр и Павел, хотя защитником и покровителем всего монастыря является св. Коломан и в церкви находится рака с его мощами. Монастырская церковь — символ города Мелька и долины Вахау. Она считается одной из самых красивых барочных церквей в Австрии.

### Конструкция
Монастырская церковь представляет собой огромный зальный храм под бочарным сводом, с нишами-часовнями и эмпорами.

### Западный фасад и башни
На фасаде церкви можно видеть изваяния небесных покровителей церкви, св. апостолов Петра и Павла, а над порталом — статуи архангела Михаила (слева) и ангела-хранителя (справа). На фронтоне между двумя башнями установлено монументальное скульптурное изображение воскресшего Иисуса Христа со стоящими по сторонам двумя ангелами.
Башни были построены заново после пожара 1738 года по проекту Йозефа Мунггенаста, причём он несколько изменил оригинальный проект Якоба Прандтауера. Эти восстановленные башни уже носят черты стиля рококо.

### Колокола
В монастырской церкви пять колоколов. Колокольный звон основан на трезвучиях, что типично для барокко, последовательность звучания f0-h0-d1-f1-a1. Колокол Весперин (Vesperin) весит 7 840 кг, что делает его самым большим колоколом в Нижней Австрии. После пожара 1738 года аббат Бертольд Дитмайр заключил с венским колокольных дел мастером Андреасом Кляйном договор о литьё новых колоколов. В 1739 году были установлены балки для подвешивания колоколов и отлиты новые колокола.
Большой колокол звучит при совершении таинства Евхаристии во время понтификальной торжественной мессы. К вечерне накануне католических торжеств и перед понтификальной торжественной мессой звучат все колокола.
По пятницам в 15 часов, когда умер на кресте распятый Христос, звучит 2-й колокол. Во время ежедневного чтения католической молитвы «Ангел Господень» (лат. Angelus Domini) утром, в полдень и вечером звонят в 3-й колокол. По воскресным дням 3-й, 4-й и 5-й колокола призывают на богослужение. В маленький хоровой колокол звонят каждое утро, созывая на ежедневное утреннее богослужение.
| № колокола | Названия колоколов                     | Диаметр (мм) | Масса (кг) | Номинал (нота, на которую по умолчанию настроен колокол) (16-е) | Башня                   |
| ---------- | -------------------------------------- | ------------ | ---------- | --------------------------------------------------------------- | ----------------------- |
| 1-й        | Пётр и Павел (Весперин)                | 2360         | 7840       | f0 −4                                                           | северная                |
| 2-й        | Троица (Колокол страха)                | 1780         | 4300       | h0 ±0                                                           | южная                   |
| 3-й        | Семь скорбей Марии (Колокол Аве Мария) | 1520         | 2450       | d1 −6                                                           | южная                   |
| 4-й        | Коломан                                | 1180         | 1235       | f1 +6                                                           | южная                   |
| 5-й        | Бенедикт                               | 960          | 575        | a1 +6                                                           | южная                   |
| 6-й        | Хоровой колокол                        | 650          | 170        | dis2 +4                                                         | на малой храмовой башне |

### Интерьер церкви
Пышное убранство интерьера, богато украшенного сусальным золотом, лепниной и мрамором, выдержано в золотых, охровых, оранжевых, зелёных и серых тонах. Основные проекты и идеи по созданию интерьера принадлежат архитектору Антонио Бедуччи (ит. Antonio Beduzzi или Peduzzi). Его указания были реализованы местными художниками.
Центральная тема главного алтаря — прощание друг с другом св. апостолов Петра и Павла. По преданию, они содержались в Мамертинской тюрьме древнего Рима и были казнены в один и тот же день. Огромный золотой венец над ними — символ того, что их мученичество было победой христианства. Справа и слева от апостолов стоят фигуры ветхозаветных пророков. Над всеми восседает на троне Бог Отец под распятием, которое тоже является символом победы христианского вероучения.
Этот мотив церкви воинствующей и побеждающей продолжается в аллегориях на великолепных фресках потолка пресвитерия, выполненных Иоганном Михаэлем Роттмайром. Ему же принадлежат потолочные фрески в нефе, созданные им по проектам Бедуччи. Они изображают «Via Triumphalis» св. Бенедикта. Роспись в фонаре купола — маленькой куполообразной надстройке с декоративными аркадами — принадлежит кисти Роттмайра (1716—1717) и изображает Небесный Иерусалим с Богом Отцом, Христом и Святым Духом. Вокруг них — апостолы, Дева Мария и сонм особо значимых для монастыря в Мельке святых.
Оба алтаря в трансептах (поперечных нефах) расположены симметрично по отношению друг к другу. Они созданы по проектам Бедуччи и посвящены двум главным святым монастыря: св. Коломану и св. Бенедикту. В левом боковом алтаре находится рака с мощами св. Коломана. Чтобы соблюсти симметрию, в правом алтаре, посвящённом св. Бенедикту, установили кенотаф — надгробный памятник в месте, которое не содержит останков покойного. Скульптурная группа в этом алтаре изображает смерть св. Бенедикта в кругу его братьев-монахов. Алтарная скульптура св. Коломана показывает его молящимся.
Часовни боковых алтарей в нефе храма тоже созданы по проектам Бедуччи. Их фрески изображают сцены из жизни святого, которому посвящён алтарь. На северной стороне (в порядке с запада на восток): св. Николай (алтарная картина кисти Паулия Трогера, 1746), архангел Михаил (алтарная картина кисти Й.-М. Роттмайра, 1723), три волхва (в Эпифанском алтаре на алтарной картине Й.-М. Роттмайра, 1723); на южной стороне: св. Себастьян (алтарная картина Пауля Трогера, 1746), св. Иоанн Креститель (на алтарной картине на сюжет крещения Иисуса Христа, художник И.М. Роттмайр, 1727), в третьем южном боковом алтаре (алтарь св. Леопольда) — алтарная картина маслом на оловянной пластине, представляющая историю мелькского монастыря от Леопольда I до Леопольда III. В алтарях архангела Михаила и св. Иоанна Крестителя стоят раки с мощами христианских мучеников из катакомб древнего Рима.
Позолоченная кафедра — творение Петера Видерина, скульптора из Санкт-Пёльтена, по проекту Галли-Бибиена. Группа фигур на аба-вуа, потолочном навесе над кафедрой, изображает триумф церкви над еретическими учениями.
Боковые элементы деревянных барочных скамей для молящихся украшены резьбой, представляющей собой акантовый орнамент.

### Орган
О большом органе венского органного мастера Готтфрида Зоннхольца мы можем судить только по рисунку, изображающему так называемый проспект (термин, обозначающий фасадную часть органа); это единственный документ, сохранившийся со времени его установки в 1731-1732 годах, потому что сам орган был утрачен в 1929 году при реконструкции. В 1970 году Грегор Храдецки, органный мастер из Кремса-на-Дунае, изготовил новый орган с пневматической трактурой, имеющий 3 553 трубы, 45 регистров для трёх мануалов и педальную клавиатуру. В 2005 году органостроительная фирма «Александр Шуке» отреставрировала инструмент. Работами руководил Бернхардт Альтхаус, который, в частности, распорядился заменить открытый флейтовый регистр на Montre 8'. В результате удалось добиться новой интонировки труб. Кроме того, в органе теперь используется электронный секвенцер.
Помимо этого главного органа в монастыре есть и другие инструменты, изготовленные такими органными мастерами, как нидерландский мастер Рейл, австрийцы Храдецки, Ридл и Улльманн.

### Гимназия
Школа в монастыре действует, начиная с XII века. В настоящее время она имеет статус гимназии.
После Второй мировой войны количество учеников, проживавших в интернате, постоянно сокращалось, так как современное транспортное сообщение позволяет учениками проживать в своих семьях. Поэтому бывший интернат стал сегодня гимназией с углублённым изучением греческого и французского языков и реальной гимназией высшей ступени, где углублённо преподаются игра на музыкальных инструментах, изобразительное искусство, математика и естественнонаучные дисциплины.
С 1966 года осуществляется программа школьного обмена с бенедиктинской школой St. John’s Preparatory School в Миннесоте. В 2012 году в гимназии обучались 924 ученика. На сегодняшний день директором гимназии является Антон Эдер. В мае 2008 года завершился двухлетний ремонт всей школы, включая строительство нового спортивного зала.
В школьной зоне монастыря находится зал св. Коломана с потолочной фреской Пауля Трогера, на которой представлена история монастыря в Мельке. В зале св. Коломана регулярно проходят концерты, например в рамках организуемых монастырём Международных дней барокко. В обычные дни посторонние в этот зал не допускаются.

## Монастырь в Мельке в литературе
Монастырь в Мельке упоминается в романе Умберто Эко «Имя розы» как место, где была найдена рукопись романа. Адсон, от лица которого ведётся повествование, — монах мелькского монастыря. Действие самого романа происходит в другой бенедиктинской обители, которую Адсон вместе со своим наставником, Вильгельмом Баскервильским, посещал в юношеские годы. Аббатство напоминает старейший бенедиктинский монастырь Монтекассино, а монастырская библиотека в Мельке, возможно, легла в основу описания библиотеки в романе.